# Владимир Михайлов
Владимир Михайлов е български актьор и музикант.

## Биография
Роден е на 2 август 1977 г. в София, България.
Завършва специалност „Английска филология“ в Софийския университет.

## Театрални роли
Известен е с образите на Фантома от световноизвестния мюзикъл „Фантомът на операта“, Жан Валжан от „Клетниците“ и Юда в „Исус Христос суперзвезда“.

## Кариера в киното и телевизията
Михайлов се е снимал в повече от 70 чужди продукции. Участва в българските филми „Възвишение“ на режисьора Виктор Божинов, с ролята на Симо Влаха и „Нокаут или всичко, което тя написа“ на режисьора Ники Илиев.
От 2020 до 2022 г. Михайлов играе ролята на сенчестия бизнесмен Денис Топал в криминалния сериал „Братя“.
През 2021 г. влиза в образа на Самурая в третия сезон на „Маскираният певец“.

## Музикална кариера
Известен като член на групите "Сафо", "Сленг" и Equinox. Участва в българската делегация на Евровизия 2017 като беквокалист на Кристиан Костов. Kaто част от Equinox представя България на Евровизия 2018 в Лисабон с песента „Bones“.
Той е бил част от музикалната група на предаването „Нощни птици“, излъчван по БНТ 1.
На 21 май 2023 г. печели 11-ти сезон (озаглавен „Сезон неделя“) на Като две капки вода.

## Кариера в дублажа
Михайлов се занимава с озвучаване на игрални и анимационни филми от 2003 г. Участва в дублажите на „Александра Аудио“ и „Доли Медия Студио“. Първоначално изпълнява песните на анимационните филми „Спирит“ и „Братът на мечката“, изпълнени в оригинал съответно от Брайън Адамс и Фил Колинс.
Сред ролите му в дублажа на филми са Гари в „Мъпетите“, Джак в „Мери Попинз се завръща“, Сърчър Клейд в „Чуден свят“ и други.

## Филмография
- „Защото обичам лошото време“ (2024) – Борис [6]
- „Братя“ (2020 – 2022) – Драгомир Донков / Денис Топал, бизнесмен, брат на Борис[7]
- „Нокаут или всичко, което тя написа“ (2018)
- „Възвишение“ (2017) – Симо Влаха

## Роли в озвучаването
Сериали
- „Клубът на Мики Маус“ – Вокален изпълнител
- „Финиъс и Фърб“ – Вокален изпълнител

Анимационни филми
- „Братът на мечката“ – изпълнява песните в оригинал от Фил Колинс, 2003
- „В небето“ – Други гласове, 2009
- „Замръзналото кралство“ – Ханс, 2013
- „Камбанка и изгубеното съкровище“ – Хоров изпълнител, 2009
- „Книга за джунглата 2“ – Други гласове, 2007
- „Кучешки живот“, 2017
- „Легендата за Десперо“ (дублаж на Александра Аудио) – Десперо, 2008
- „Мечо Пух“ – Хоров изпълнител, 2011
- „Рапунцел и разбойникът“ – Флин Райдър (вокал), 2010
- „Смелата Ваяна“ – Други гласове, 2016
- „Спирит“ – изпълнява песните в оригинал от Брайън Адамс, 2003
- „Тайната на Коко“ – Други гласове, 2017
- „Университет за таласъми“ – Други гласове, 2013
- „Чуден свят“ – Сърчър Клейд, 2022

Игрални филми
- „Мери Попинз се завръща“ – Джак, 2018
- „Мъпетите“ – Гари, 2012